# Vorago nanta
Vorago nanta är en insektsart som beskrevs av Ronald Gordon Fennah 1949. Vorago nanta ingår i släktet Vorago och familjen spottstritar. Inga underarter finns listade i Catalogue of Life.